# OTUB1
La ubicuitina tioesterasa OTUB1, también conocida como otubaína-1, es una enzima que en humanos está codificada por el gen OTUB1.  Es una hidrolasa que puede eliminar específicamente la ubicuitina conjugada unida a 'Lys-48' de las proteínas y desempeña un papel regulador importante a nivel de la renovación de proteínas al prevenir la degradación. Regulador de la anergia de las células T, un fenómeno que ocurre cuando las células T dejan de responder a la exposición a unantígeno afín. Actúa a través de su interacción con RNF128 / GRAIL, un inductor crucial de la anergia de las células T CD4. La isoforma 1 desestabiliza el RNF128, lo que lleva a prevenir la anergia. Por el contrario, la isoforma 2 estabiliza el RNF128 y promueve la anergia. Además, regula la ubicuitinación mediada por RNF128 y media la desubicuitinación de cadenas de poliubicuitina unidas a 'Lys-48', pero no las cadenas de poliubicuitina unidas a 'Lys-63'. No es capaz de escindir la diubicuitina. También es capaz de eliminar NEDD8 de conjugados de NEDD8, pero con una preferencia mucho menor en comparación con la ubicuitina unida a 'Lys-48'.[cita requerida]
Desempeña un papel clave no catalítico en la regulación de la reparación del ADN al inhibir la actividad de RNF168, una ligasa de ubicuitina-proteína E3 que promueve la acumulación de histonas H2A y H2AX unidas a 'Lys-63' en los sitios de daño del ADN. Inhibe el RNF168 independientemente de la actividad de la ubicuitina tioesterasa uniendo e inhibiendo UBE2N/UBC13, el socio E2 del RNF168, limitando así la propagación de las marcas H2A y H2AX de histonas unidas a 'Lys-63'. La inhibición se produce cuando se a la ubicuitina libre: la ubicuitina libre actúa como un regulador alostérico que aumenta la afinidad por UBE2N / UBC13 e interrumpe la interacción con UBE2V1. El complejo de ubicuitina libre de OTUB1-UBE2N / UBC13 adopta una configuración que imita una cadena de diubicuitina ligada a 'Lys48' escindida El empalme alternativo da como resultado múltiples variantes de transcripción.[cita requerida]

## Función
La otubaína-1 es un miembro de la superfamilia OTU (tumor ovárico) de cisteína proteasas predichas. La proteína codificada es una ubicuitina isopeptidasa altamente específica, y escinde la ubicuitina de las cadenas ramificadas de poliubicuitina, siendo específica para la poliubicuitina unida a lisina48 pero no la poliubicuitina unida a lisina63.  Interactúa con otra ubicuitina proteasa y una ubicuitina ligasa E3 que inhibe la transcripción de genes de citocina en el sistema inmunológico. Se propone que funcione en vías específicas dependientes de ubicuitina, posiblemente proporcionando una función de edición para el crecimiento de la cadena de poliubicuitina.

## Interacciones
Se ha demostrado que OTUB1 interactúa con RNF128 y GNB2L1.